# Saint-Martin-de-l’Arçon
Saint-Martin-de-l’Arçon – miejscowość i gmina we Francji, w regionie Oksytania, w departamencie Hérault.
Według danych na rok 1990 gminę zamieszkiwały 103 osoby, a gęstość zaludnienia wynosiła 24 osoby/km² (wśród 1545 gmin Langwedocji-Roussillon Saint-Martin-de-l’Arçon plasuje się na 799. miejscu pod względem liczby ludności, natomiast pod względem powierzchni na miejscu 1043.).